# Citera

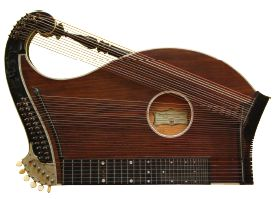
A. Bräuer,Schönbach(Luby) - koncertní harfová citera "Perfecta"

Citera je strunný drnkací hudební nástroj s plochým trupem. Hraje se na ni vsedě u stolu, na němž spočívá.
Dnešní drnkací koncertní citera vznikla z lidového trsacího nástroje v 1. polovině 19. století na území tehdejší rakouské monarchie a Bavorska. Lidový trsací nástroj je rozšířen po celém světě a v každé zemi má svůj originální název a tvar. Na Valašsku se tomuto nástroji říkalo kobza, v Německu šajholt a v dalších zemích Evropy hummel, langspil, kantele, langleik, fidla.

## Dějiny nástroje

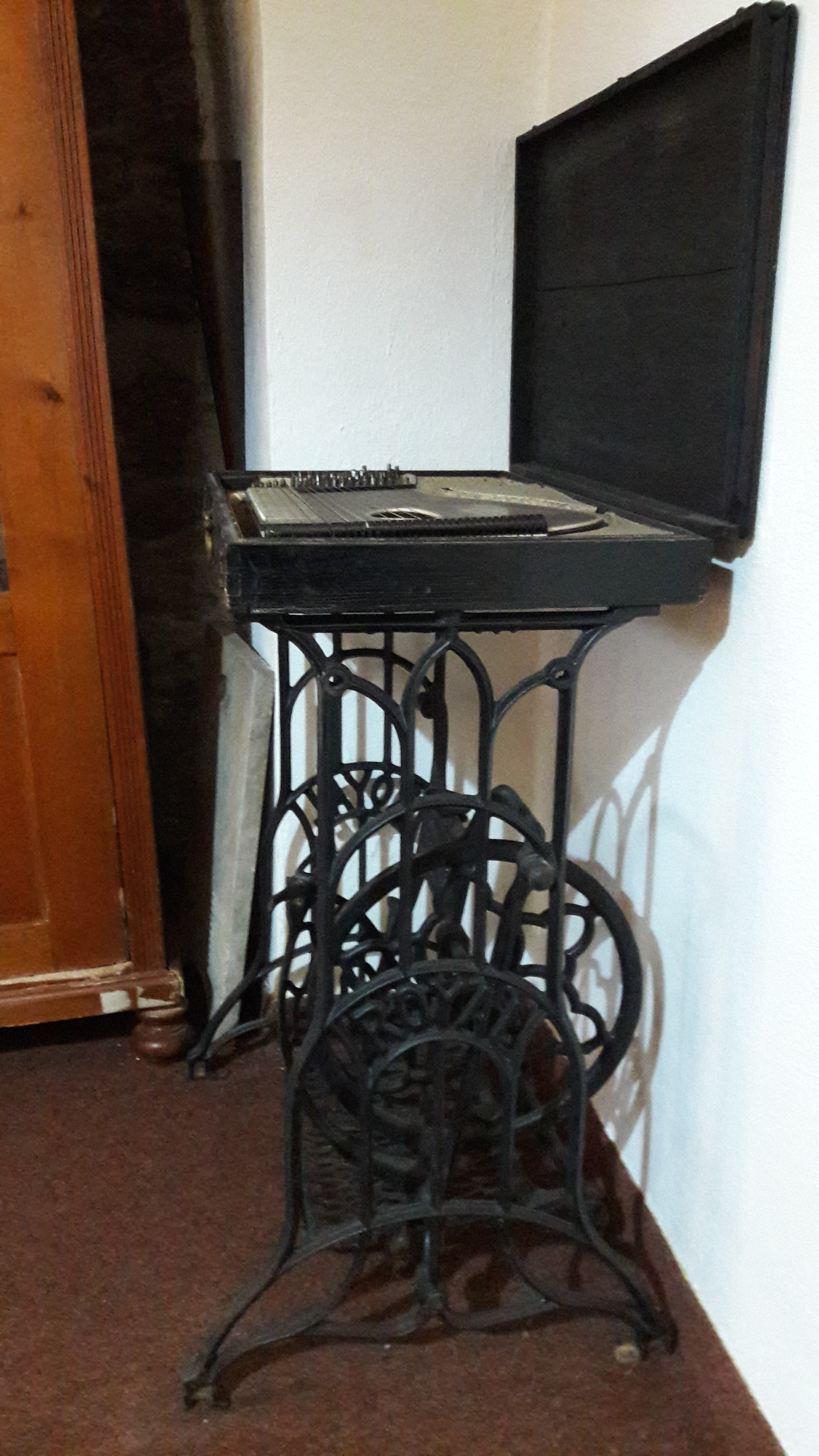
Citera v restauraci

Období kolem roku 1850 můžeme považovat za počátek vzniku drnkací koncertní citery tak, jak ji známe do dnešních dnů.
Koncertní citera je na rozdíl od pradávné lidové trsací citery nástroj dosti mladý a v hudebním světě si rychle získala takovou popularitu, že v roce 1900 stála na svém vrcholu. Vyjdeme-li ze zjištěných výrobních čísel a přihlédneme-li k období výroby jednotlivých firem, lze velmi střízlivě odhadnout počet v českých zemích vyrobených citer na 150 až 250 tisíc kusů. Údaj blízký spodní hranici by tedy měl představovat i počet dochovaných nástrojů. Z výše uvedeného odhadu vyplývá, že citera na přelomu 19. a 20. století tam byla rozšířeným hudebním nástrojem. Na citeru se hrálo na císařském dvoře, hráli na ni měšťané, řemeslníci a sedláci.
V dnešní České republice citera upadá do zapomnění ve dvou nacionalistických vlnách. V roce 1918, po vzniku samostatného Československa, se „rakousko-uherská“ citera stává nežádoucí a v roce 1946, po odsunu sudetských Němců, je „německá“ citera zavržena úplně. Na citeru se poté hraje pouze v rodinách, kde tradice hry na citeru je tak silná, že přetrvává i přes výše zmíněné nacionalistické vlny.

## České citerové kulturní centrum
V Ostravě působí České citerové kulturní centrum. Jeho náplní je provoz stálé expozice „Citery v Čechách, na Moravě a ve Slezsku“ v hudebním muzeu Citerarium í v Ostravě, vede notového archívu (cca 6500 citerových partů). Vydal monografii o české citeře Citery v Čechách, na Moravě a ve Slezsku.

## Fotogalerie

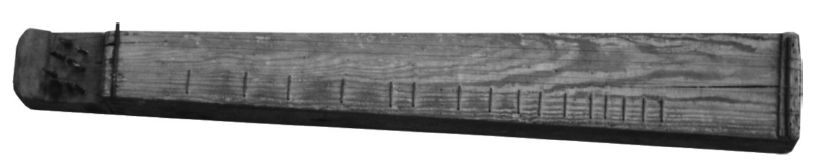
Lidový trsací nástroj na Valašsku - kobza
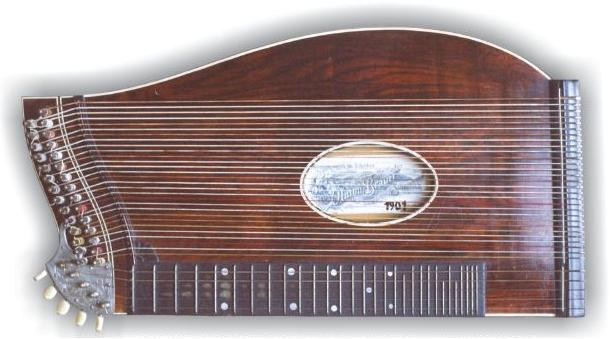
Diskantová, koncertní citera
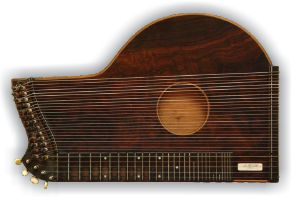
A.Kiendl, Vídeň - jeden z jeho prvních nástrojů cca z roku 1848
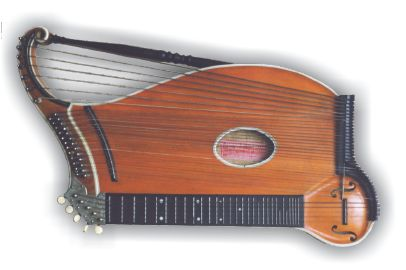
Hans Haubner, Mariánské Lázně - harfový typ koncertní diskantové citery
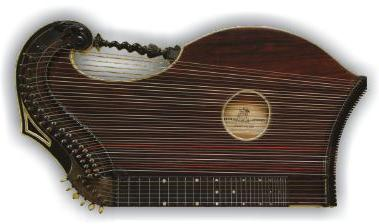
Harfová, koncertní citera